# Филатовка (Петриковский район)
Филатовка (бел. Філатаўка) — деревня в Лучицком сельсовете Петриковского района Гомельской области Беларуси.
На востоке и западе граничит с лесом.

## География

### Расположение
В 51 км на северо-восток от Петрикова, 40 км от железнодорожной станции Муляровка (на линии Лунинец — Калинковичи), 202 км от Гомеля.

## Транспортная сеть
Транспортные связи по просёлочной, затем автомобильной дороге Комаровичи — Копаткевичи. Деревянные крестьянские усадьбы стоящие у просёлочной дороги.

## История
Основана в начале 1920-х годов переселенцами из соседних деревень на бывших помещичьих землях. В 1931 году организован колхоз. Во время Великой Отечественной войны партизаны разгромили опорный пункт, который в деревне создали немецкие оккупанты. 7 жителей погибли на фронте. Согласно переписи 1959 года в составе колхоза «Новый путь» (центр — деревня Кошевичи).

## Население

### Численность
- 2004 год — 6 хозяйств, 10 жителей.

### Динамика
- 1959 год — 103 жителя (согласно переписи).
- 2004 год — 6 хозяйств, 10 жителей.